# Glenea dalatensis
Glenea dalatensis är en skalbaggsart som beskrevs av Maurice Pic 1943. Glenea dalatensis ingår i släktet Glenea och familjen långhorningar. Inga underarter finns listade i Catalogue of Life.